# Marco Tiussi
Marco Tiussi (Spilimbergo, 1500 / 1505 – 1574 / 1575) è stato un pittore italiano.

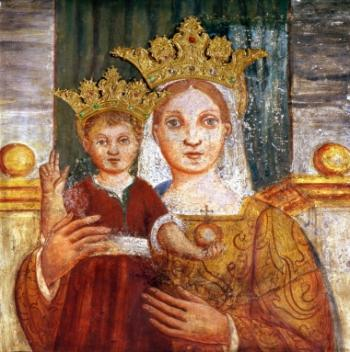
L'affesco della Madonna di Rosa (San Vito al Tagliamento)

Affrescatore di modesta levatura che ha lavorato in Friuli nel XVI secolo.
La sua opera maggiormente ammirata, per gli eventi particolari che l'hanno interessata, è la Madonna di Rosa, affresco di Madonna col Bambino custodito e venerato nel Santuario della Madonna di Rosa e Gesù Misericordioso.

## Biografia
Non sono chiaramente accertate né la data di nascita (indicativamente ad inizio XVI secolo) né quella di morte (si presume fra il 1574 ed il 1575). Sicuramente il padre era Giampietro da Spilimbergo, pittore di basso profilo.
La sua presenza è documentata nel 1527 a Treviso, dove è stato alunno del pittore Domenico di Pasqualino da Venezia, probabilmente dopo aver appreso i primi rudimenti del mestiere dal padre. Si trasferisce quindi a Spilimbergo, dove risiede certamente nel 1532.

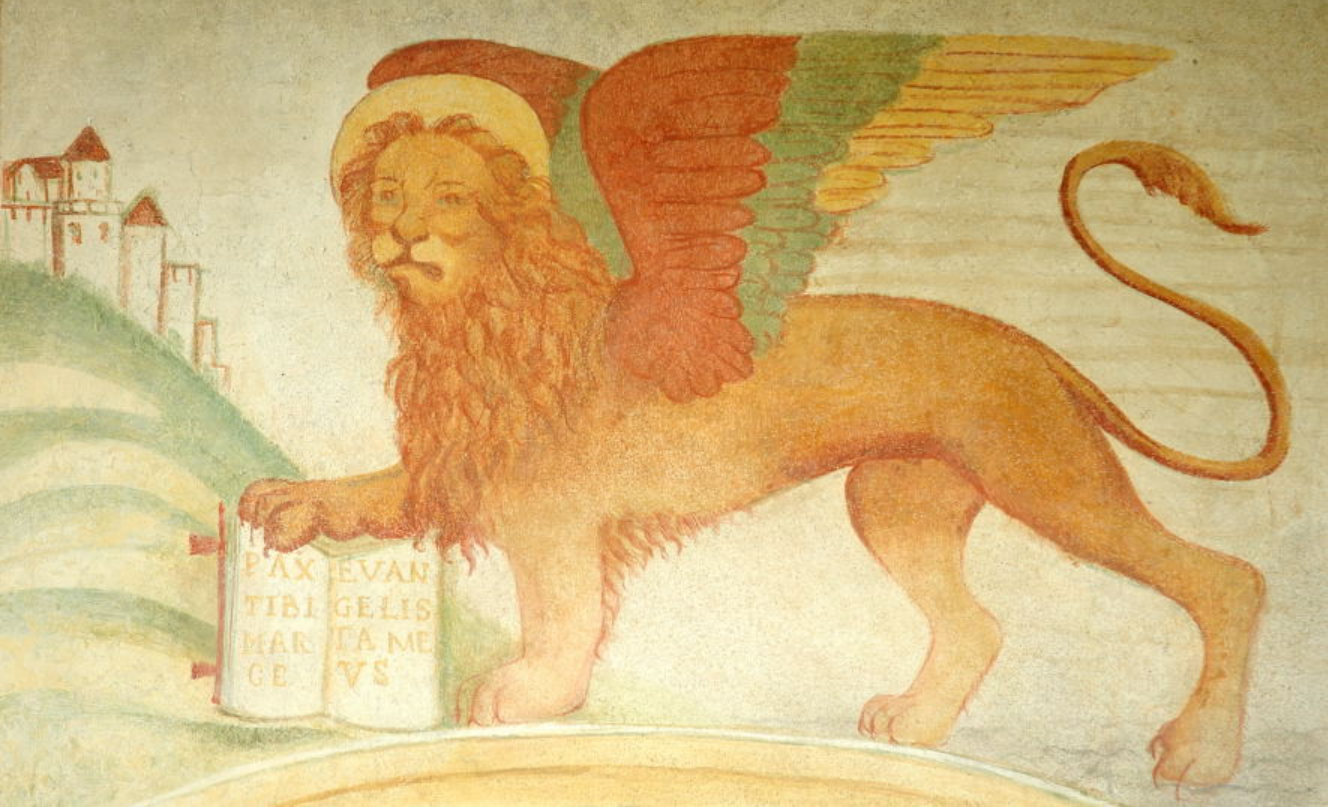
Gaio (Spilimbergo)- Leone di San Marco

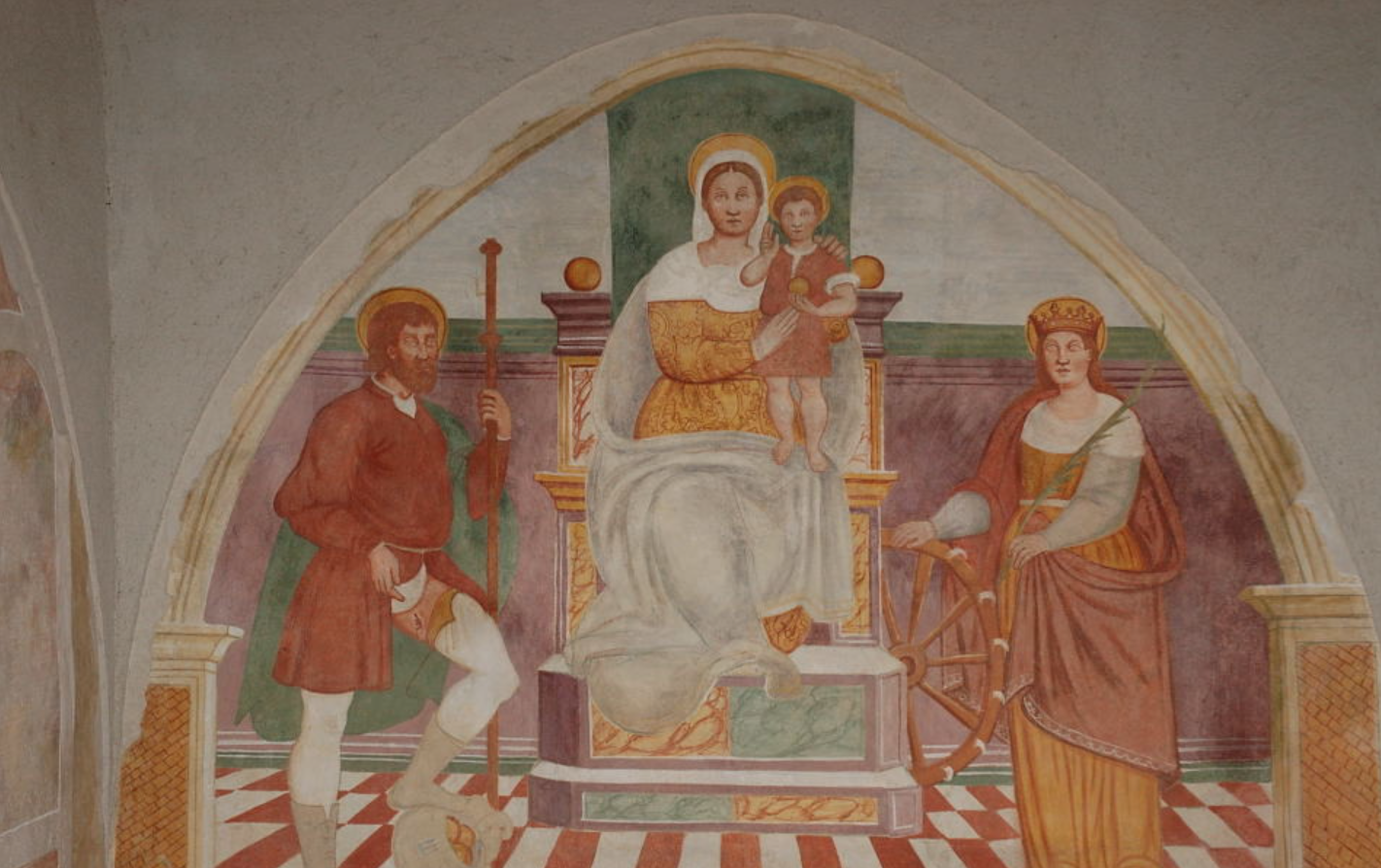
Gaio (Spilimbergo) - Madonna col Bambino e Santi

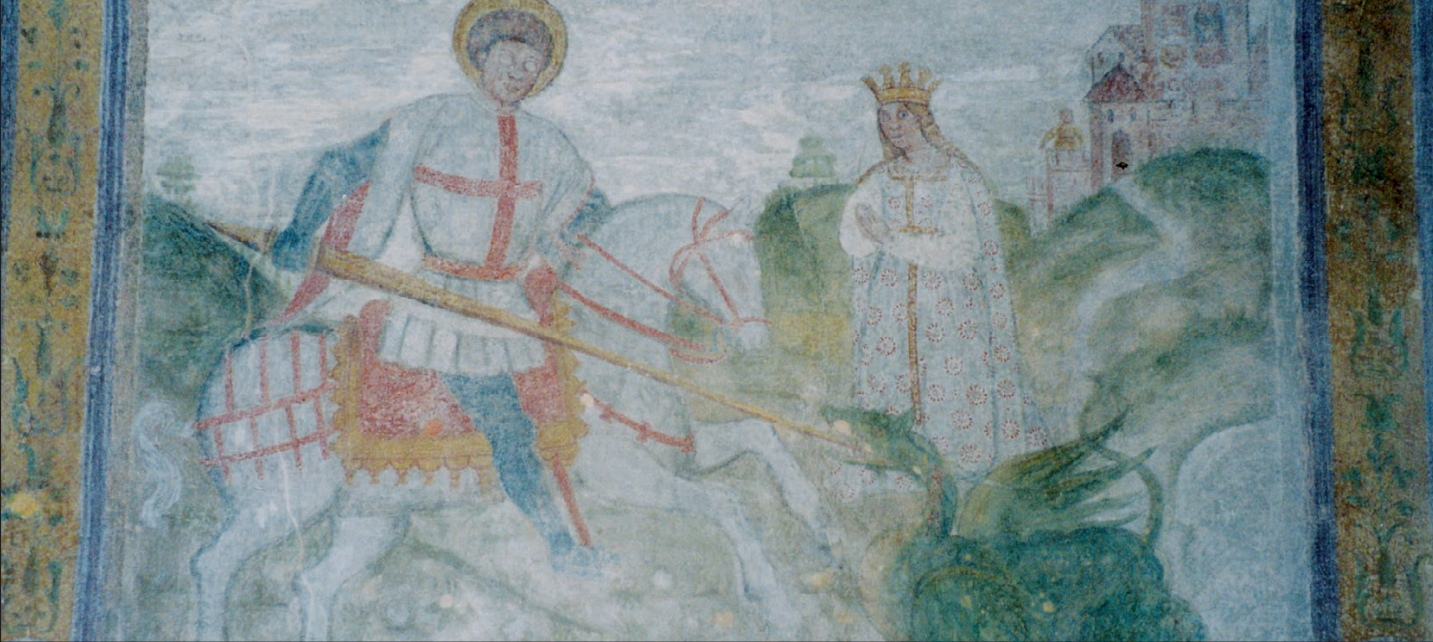
Gradisca (Sedegliano) - San Giorgio

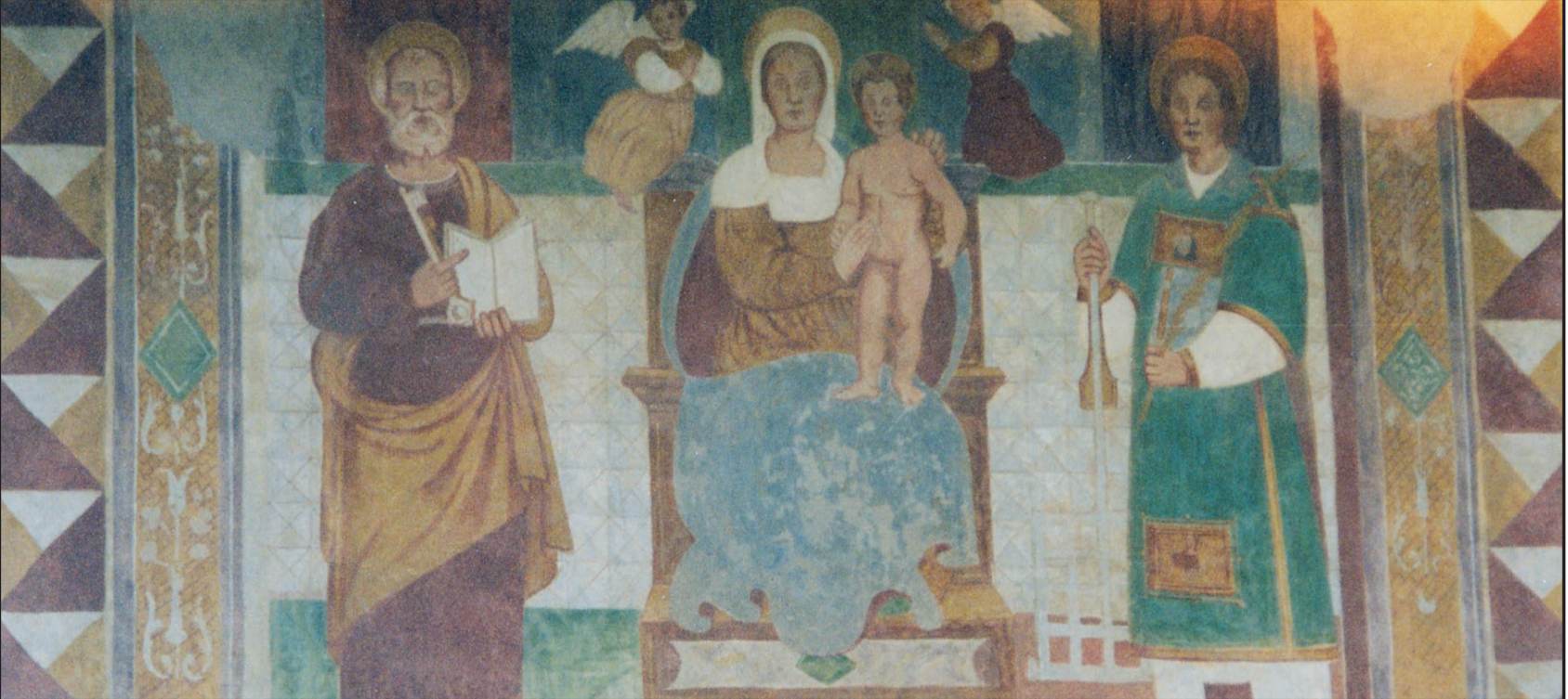
Casa Uarnèl (San Lorenzo di Sedegliano) - Madonna col Bambino fra i santi

## Lo stile
Nonostante la possibilità di riferirsi direttamente ai lavori di altri importanti pittori friulani suoi contemporanei, quali il Pordenone, Pomponio Amalteo e Giovanni da Udine, si rivela un semplice ed approssimativo interprete della loro arte, dimostrando notevoli limiti tecnici ed espressivi. Ciononostante riesce a farsi commissionare un significativo numero di lavori in varie località friulane, affrescando capitelli votivi, piccole chiese, case private e, stranamente visti gli interpreti di ben altro spessore disponibili in zona (per più tempo l'Amalteo e il da Udine), anche edifici di prestigio come il castello di Spilimbergo, la casa della confraternita di San Remigio a Cavasso Nuovo (demolita nel 1945) e la chiesa di Sequals.
Affrescò soprattutto immagini sacre, definendo figure statiche, dai lineamenti dei volti semplici, quasi naïf, inserite in scenari sommariamente delineati e perlopiù privi di riferimenti al paesaggio: la Madonna col Bambino è fra i suoi soggetti più proposti.

## Ubicazione delle opere principali
- nella Pieve di San Martino d'Asio, fra Clauzetto e Vito d'Asio, un San Martino che dona il mantello al povero (1564)
- nell'intradosso dell'arcone della chiesa di San Nicolò a Sequals, figure di santi martiri (1567)
- a Valeriano, affreschi realizzati fra il 1532 e il 1535
  - nella chiesa di Santa Maria dei Battuti, un colossale San Cristoforo nella parte destra della facciata
  - nella chiesa di Santo Stefano, sulla parete sinistra dell'altare un trittico del Tiussi che rappresenta la Santissima Trinità si contrappone alla parete di destra affrescata nel 1506 dal Pordenone (trittico con San Valeriano, San Michele arcangelo e Giovanni Battista). Il confronto fra le due opere evidenzia plasticamente il notevole divario qualitativo che lo separa dal maestro pordenonese
- nella Pieve di San Martino Vescovo a Rive d'Arcano, fra i resti di affreschi cinquecenteschi gli è stata attribuita l'immagine del Santo Papa
- in un'apposita cappella del Santuario della Madonna di Rosa e Gesù Misericordioso è custodito l'affresco della Madonna di Rosa, staccato a massello nel 1655 da casa Giacomuzzi a Villa di Rosa, al tempo sulla sinistra del fiume Tagliamento. All'immagine della Madonna col Bambino sono collegati l'apparizione mariana del 2 febbraio 1655 ed altri eventi miracolosi, che hanno portato alla costruzione del citato Santuario
- nella chiesetta votiva di San Rocco a Morsano al Tagliamento, un trittico datato 1563. Si tratta di una Madonna col Bambino tra i santi Rocco e Sebastiano, con il camerario Zuan Maria ditto il Bianco Celotto inginocchiato nella parte destra
- nel campanile di Belgrado (frazione di Varmo), una Madonna col Bambino del 1550[3]
- nella chiesa di Romans (frazione di Varmo), una Crocifissione a suo tempo recuperata da una casa privata
- nella chiesetta di San Giorgio a Gradisca (frazione di Sedegliano), un San Giorgio che libera la principessa dal drago (1557)
- sulla facciata di Casa Uarnèl-Rinaldi a San Lorenzo (frazione di Sedegliano), una Madonna col Bambino tra i Santi Pietro e Lorenzo. Casa Uarnèl-Rinaldi (in friulano Cjase Uarnèl) è un piccolo edificio del XVI secolo ora sede museale
- nella chiesetta di San Girolamo a Rivis (frazione di Sedegliano), la confraternita di San Gottardo e San Giuseppe che prega la Madonna col Bambino, ritratta fra i santi Rocco e Sebastiano[4]
- in un capitello votivo a Gaio di Spilimbergo
  - sulla facciata, un leone di San Marco con ai lati stemmi delle famiglie Spilimbergo, Trus e Solimbergo
  - all'interno, una Madonna col Bambino fra i santi Rocco e Caterina d'Alessandria con la ruota del suo supplizio.
- in una chiesetta a Tauriano di Spilimbergo, posta al bivio fra due antiche strade rivolte a ovest a superare i guadi del Meduna e del Cellina e nota come "Cappella della Madonna del Buon Consiglio" (o "ancona di San Cristoforo" (in friulano polarmente "anconuta"), una Madonna col Bambino tra i santi Pietro e Giovanni Battista. Sulla parete destra sono dipinti i santi Lorenzo, Antonio abate e Sebastiano, sulla sinistra i santi Rocco, Gregorio Magno e Stefano. Il soffitto, suddiviso in finti lacunari, porta al centro il Dio Padre benedicente.

Altre figure sacre sono dipinte su e ville di vari paesi tra i quali Spilimbergo, Codroipo, Arzenutto di San Martino al Tagliamento (Villa Italia Pozzan), Ramuscello di Sesto al Reghena (Villa Freschi Piccolomini) e Saletto di Morsano al Tagliamento.